# Фол (баскетбол)

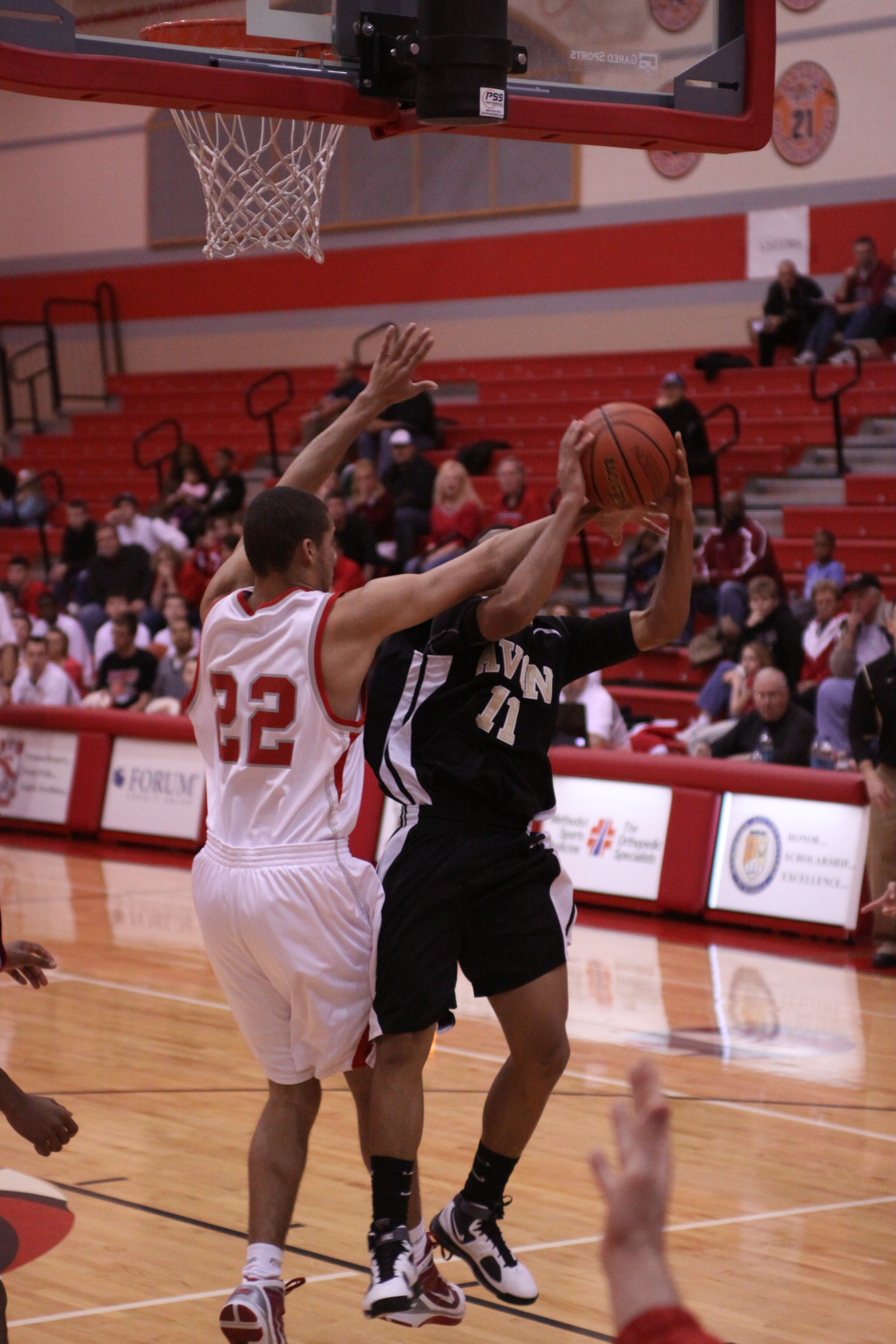
Правилами баскетбола запрещается бить соперника по рукам — игроку, допустившему подобное нарушение, объявляется персональное замечание

Персональный фол — наказание в баскетболе. Замечание игроку, фиксируемое в протоколе, за ошибку при контакте с соперником. В зависимости от характера ошибки различна степень наказания — от вбрасывания мяча пострадавшей командой из-за боковой линии до 3 штрафных бросков. Игрок не должен блокировать соперника, держать, толкать, сталкиваться с ним, ставить подножку, препятствовать его перемещению, выставляя руку, плечо, колено, бедро или ступню ноги. Он не должен сгибаться неестественным образом (вне своего цилиндра) и применять любую грубую тактику.
Правилами баскетбола запрещается бить соперника по рукам, толкать его, держать руками, наступать на ноги, встречать ногой (и прямой, и согнутой в колене). Игроку, допустившему любое из подобных нарушений, объявляется персональное замечание (фол). Если спортсмен получил в течение матча пять фолов (в НБА — шесть), его удаляют с поля до конца встречи и заменяют одним из запасных.

## Основные принципы
Сам по себе персональный контакт соперника рукой(-ами) необязательно является фолом. Судьи должны определить, получил ли игрок, который вызвал контакт, незаслуженное преимущество. Если контакт, вызванный игроком, каким-либо образом ограничивает свободу перемещения соперника, такой контакт является фолом.

### Принцип цилиндра
Для определения правомерности персонального контакта ФИБА ввела понятие принцип цилиндра. Игрок имеет право занимать любую позицию (цилиндр) на площадке, ещё не занятую соперником. Этот принцип защищает пространство на полу, которое занимает игрок, а также пространство над ним, когда он выпрыгивает вертикально вверх внутри этого пространства.
Как только игрок покидает свою вертикальную позицию (цилиндр) и происходит контакт с телом соперника, который уже занял своё собственное вертикальное положение (цилиндр), то игрок, который утратил свою вертикальную позицию (цилиндр), является ответственным за контакт.
Защитник не должен быть наказан за вертикальный прыжок (внутри своего цилиндра) или за то, что он поднимает руки вверх над собой в пределах своего цилиндра.
Нападающий, находящийся как на полу, так и в воздухе, не должен вызывать контакта с защитником, занимающим правильное положение при опеке:
- Используя руки для того, чтобы создать себе дополнительное пространство.
- Выставляя ноги или руки с целью вызвать контакт во время или сразу же после выполнения броска с игры.

В НБА принцип цилиндра для определения контакта не используется, в правилах говорится, что игрок не должен сгибаться или принимать неестественное положение (а также игрок не может толкать, держать и так далее).

### Правильное положение при опеке
Защитник занимает правильное исходное положение при опеке, когда:
- Он находится лицом к своему сопернику и
- Обе его ноги находятся на полу.

Правильное положение при опеке распространяется на пространство над Игроком (цилиндр) от пола до потолка. Он может поднимать руки над головой или выпрыгнуть вертикально вверх, но должен держать их в вертикальном положении внутри воображаемого цилиндра.

### Толчки и блокировка
Толчки и блокировка наиболее спорные виды нарушений в баскетболе. Толчок — это персональный контакт с любой частью тела, который имеет место, когда игрок насильно сдвигает или пытается сдвинуть соперника. Иногда достаточно сложно определить, кто из игроков блокировал/толкал оппонента. В ситуации «Блокировка/Толчок» игрок атакующей команды толкает, а защитник блокирует. По правилам атакующий игрок наказывается персональным замечанием или фолом в нападении если защитник:
- Неподвижен, движется в сторону или назад, но не в сторону возникновения контакта.
- Занял вертикальное положение (цилиндр) до контакта, при этом обе ноги находятся на паркете.
- Отталкивает в торс (руку или ногу).

### Фол в нападении
— при захвате или заплетании руки или локтя защитника для получения незаслуженного преимущества;

— при отталкивании нападающего от защитника с целью помешать ему сыграть или попытаться сыграть в мяч или с целью создать больше пространства между собой и защитником;

— при использовании вытянутой руки и кисти во время ведения с целью помешать сопернику установить контроль над мячом

### Обоюдный фол
Обоюдный фол объявляется в том случае, когда игроки обеих команд одновременно нарушают правила: оба баскетболиста получают персональные замечания, а мяч остается у команды, которая владела им на момент нарушения, или разыгрывается спорный мяч.

## Фолы, не связанные с борьбой за мяч
Кроме «обычных» фолов, продиктованных желанием отобрать мяч или помешать сыграть сопернику, существуют также т. н. «неигровые» фолы. Различают технический фол, неспортивный («умышленный») фол, дисквалифицирующий фол.

### Технический фол
Технический фол — это фол, не вызванный контактом с соперником. Объявляется за неспортивное поведение (неуважительное обращение с игроками соперника, судьями или комиссаром матча, оскорбительные или провокационные жесты, задержка игры, неподнимание руки по просьбе судьи после того, как был зафиксирован фол, повисание на кольце (за исключением ситуации, когда оно необходимо для избежания травмы, своей или соперника), выход на игровую площадку (без разрешения судьи)).

### Неспортивный фол
Неспортивный фол — это персональное замечание игроку, который, по мнению судьи, не пытался законным образом непосредственно сыграть в мяч в соответствии с духом и целью Правил. Неспортивный фол записывается провинившемуся и назначается штрафной бросок (броски) команде соперников, после которого мяч передается этой команде для вбрасывания с середины площадки.

### Дисквалифицирующий фол
Самое тяжелое наказание в баскетболе — так называемый дисквалифицирующий фол. Он объявляется за серьёзное нарушение и влечет за собой дисквалификацию игрока и удаление его с площадки до конца игры вне зависимости от количества уже имевшихся у него фолов (ему на замену выходит другой баскетболист).

## Штрафы и наказание
Если персональный фол был совершен по отношению к игроку, делавшему бросок по кольцу, судья, помимо персонального замечания провинившемуся игроку, назначает также штрафные броски (за каждый точный штрафной бросок начисляется 1 очко):
- если бросок был удачным, он засчитывается, и пострадавший игрок выполняет 1 штрафной;
- если бросок был неудачным, то пострадавший игрок выполняет такое количество штрафных бросков, сколько очков заработала бы команда, будь бросок удачным.

В зависимости от характера нарушения броски выполняет или сам пострадавший, или один из его партнёров по команде. Штрафные броски выполняются со специальной точки в 4 м от щита.
Если фол совершен на игроке, не находящемся в стадии броска, то:
- если команда не набрала 5 командных фолов в четверти или фол совершен игроком, команда которого владела мячом, то пострадавшая команда производит вбрасывание;
- в противном случае пострадавший игрок выполняет 2 штрафных;

За неспортивный или дисквалифицирующий фол на игроке, не находившемся в стадии броска, назначаются два штрафных броска. Если же пострадавший игрок в момент фола находился в стадии броска, то количество штрафных бросков определяется так же, как и при обычном фоле. После выполнения пострадавшей командой штрафного(-ых) броска(-ов) мяч остаётся у неё и вводится ею с середины площадки.
Технический фол со стороны игрока, находившегося на игровой площадке, присуждается провинившемуся игроку, а команда-соперник получает право на один штрафной бросок. В случае неспортивного поведения тренера, помощника тренера, запасного игрока (игрока, находящегося на скамейке) или сопровождающего команду, фол присуждается тренеру, а команда-соперник пробивает два штрафных броска. После штрафного(-ых) броска(-ов) мяч остаётся у этой команды и вводится ею с середины площадки.
Игрок, получивший 5 персональных замечаний (6 фолов в НБА) или два неспортивных фола в матче, должен покинуть игровую площадку и не может принимать участие в матче (но при этом ему разрешается остаться на скамейке запасных). Игрок, получивший дисквалифицирующий фол, должен покинуть место проведения матча (игроку не разрешается остаться на скамейке запасных). Игрок, удаленный с площадки, может быть заменен другим игроком.